# Лев (срібна монета 2017)
«Лев» — пам'ятна монета номіналом 5 гривень зі срібла, випущена Національним банком України. Присвячена леву та його втіленню на пам'ятках культури Київської Русі.
Монету введено в обіг 11 квітня 2017 року. Вона належить до серії «Фауна в пам'ятках культури України».

## Опис монети та характеристики
| Номінал грн. | Метал            | Маса, г       | Діаметр, мм | Якість виготовлення       | Гурт                           | Тираж, штук |
| ------------ | ---------------- | ------------- | ----------- | ------------------------- | ------------------------------ | ----------- |
| 5            | срібло 925 проби | 15,55 / 16,81 | 33,0        | спеціальний анциркулейтед | гладкий із заглибленим написом | 4 000       |

### Аверс
На аверсі монети розміщено: угорі малий Державний Герб України, напис «УКРАЇНА», рік карбування монети «2017» та номінал «5/ГРИВЕНЬ»; позолочений лев — фрагмент із тарелі ХІІІ століття (Херсонеський музей), праворуч — загальний вигляд тарелі. Елемент оздоблення: локальна позолота, вміст золота в чистоті не менше ніж 0,0007 г.

### Реверс
На реверсі монети зображено голову лева (ліворуч) та фрагмент унікального шиферного рельєфу з Києво-Печерської лаври із зображенням левів (ХІ ст.) — античні мотиви часто зустрічаються в декоративному мистецтві княжої доби: грифони, кентаври, леви, дракони тощо. Праворуч на тлі малюнка розміщено вертикальний напис «ЛЕВ».

## Автори

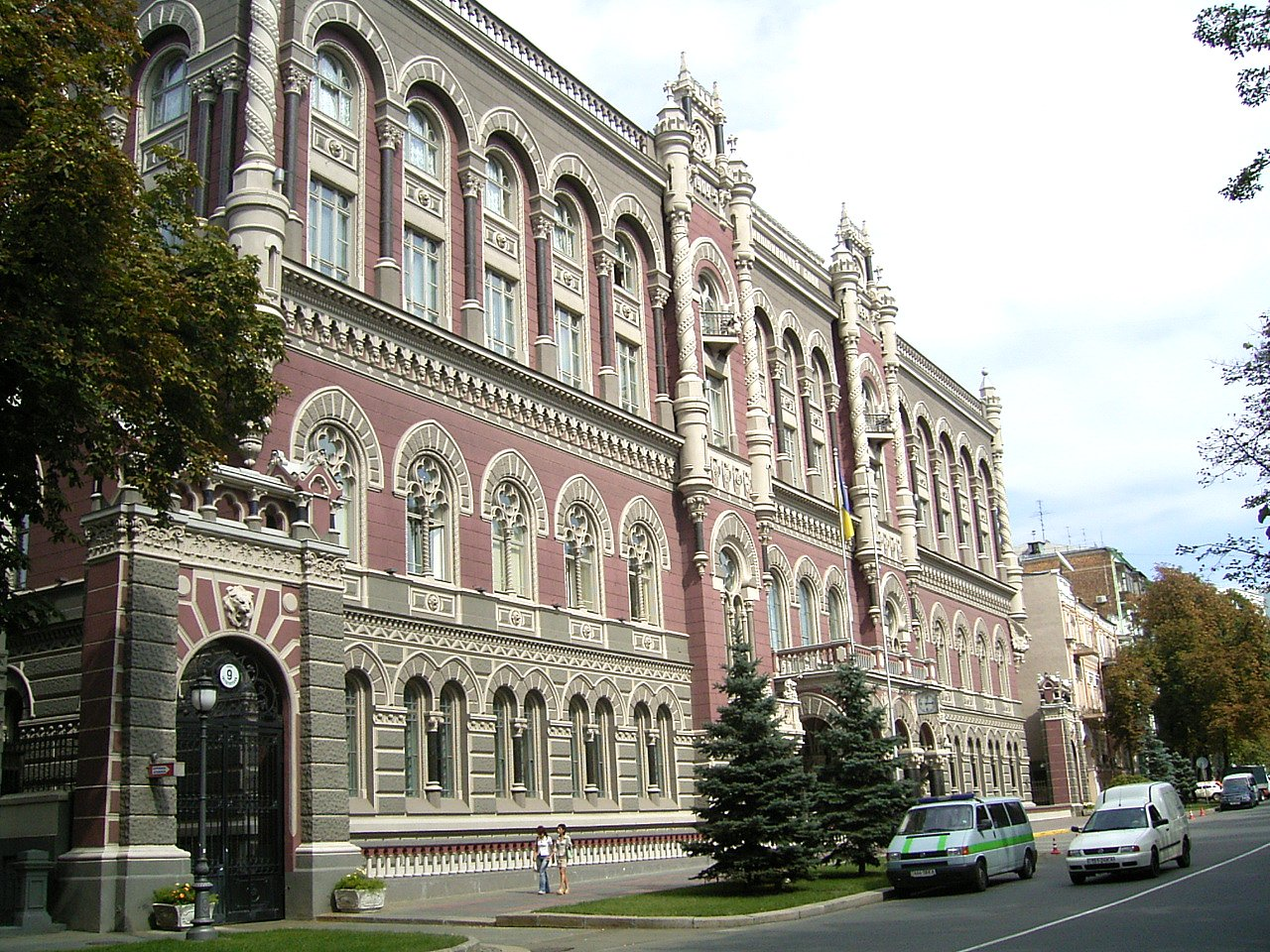
Будівля Національного банку України

- Художники: Таран Володимир, Харук Олександр, Харук Сергій.
- Скульптор — Демяненко Анатолій.

## Вартість монети
Під час введення монети в обіг 2017 року, Національний банк України реалізовував монету через свої філії за ціною 579 гривень.
Фактична приблизна вартість монети, з роками змінювалася так:
| Рік        | 2017 | 2018 | 2019  | 2020  | 2021  | 2022  | 2023  | 2024  | 2025  |
| ---------- | ---- | ---- | ----- | ----- | ----- | ----- | ----- | ----- | ----- |
| Ціна, грн. | 650  | 950  | 1 000 | 1 350 | 3 300 | 3 300 | 3 800 | 7 500 | 6 900 |